# Sainte Catherine de Sienne (statue de Neroccio di Bartolomeo de' Landi)
Sainte Catherine de Sienne est une statue en bois polychrome de 198 cm qui peut être datée de 1474, réalisée par Neroccio di Bartolomeo de' Landi, et conservée dans l'oratoire homonyme de Fontebranda à Sienne. Cette statue représente Catherine de Sienne, très populaire en Italie depuis sa canonisation advenue en 1461.

## Description
Formé aussi bien à la sculpture qu'à la peinture, à l’instar de Francesco di Giorgio et de leur maître commun Vecchietta, Neroccio di Bartolomeo de' Landi âgé de 27 ans se montre encore très proche d'eux dans une élégante statue de bois polychrome que le Conseil général de la Commune finit de lui payer en mai 1474: la Sainte Catherine de Sienne destinée à l'oratoire homonyme de Fontebranda dénommé aussi oratorio della Tintoria,,. Comme le remarque Alessandro Angelini « le soubassement circulaire orné de têtes de chérubin est repris de figures sculptés par Vecchietta,comme le Saint Bernardin de Narni (aujourd’hui au musée national du Bargello à Florence ». Quant au visage, aux traits d'une grâce adolescente et à l'expression hautaine, presque sévère, « il présente d'évidentes affinités avec certaines figures sorties de l'atelier de Francesco di Giorgio ». 
Probablement destinée à être portée en procession lors des fêtes en l'honneur de la sainte, la statue est également sculptée dans sa partie postérieure et entièrement peinte pour être, selon l'un des principes fondamentaux de l'art de la Renaissance, aussi ressemblante que possible de son modèle. « Chef-d'œuvre de l'artiste et de toute l'école sculpturale en bois siennoise », la statue se dresse et s'encastre dans une niche au-dessus de l'autel de marbre, remplaçant la structure originale en bois, construite entre 1676 et 1683 par Austo Cini et Giuseppe Redi et élargi par la suite en 1689 par Francesco, Giovanni Antonio et Agostino Mazzuoli. D'autre part, les deux restaurations de 1948 et 1985 ont mis en évidence la présence de la polychromie originale dans la robe blanche, dans le voile, dans le livre et dans une partie des incarnats.

### Citations originales
1. ↑  « Item l. 31, s. - a Neroccio dipentore per parte d'una Sancta Chaterina à fatto fare de lengniame per stare in su l'altare, come a sua uscita --- l. 31, s. -. »

## Sources
- (en) Gertrude Coor, Neroccio de' Landi 1447-1500, Princeton, New Jersey, Princeton University Press, 1961, 235 p., 30 x 23 cmReproduction de la Sainte Catherine de Sienne (figures nos 23, 24 et 25), décrite p. 182, (no 46) dans le catalogue.
- Giulietta Chelazzi Dini, Alessandro Angelini et Bernardina Sani (trad. de l'italien par Corinne Paul Maïer, Maïa Rosenberger), Les peintres de Sienne, Paris, Imprimerie nationale éditions, 1997, 471 p., 29,5 x 35 cm (ISBN 2-7433-0237-2), p. 299-301.